# 1499
Portal Geschichte | Portal Biografien | Aktuelle Ereignisse | Jahreskalender | Tagesartikel

◄ |
14. Jahrhundert |
15. Jahrhundert
| 16. Jahrhundert | ►

◄ |
1460er |
1470er |
1480er |
1490er
| 1500er | 1510er | 1520er | ►

◄◄ |
◄ |
1495 |
1496 |
1497 |
1498 |
1499
| 1500 | 1501 | 1502 | 1503 | ► | ►►
Staatsoberhäupter  · Nekrolog · Kunstjahr · Literaturjahr · Musikjahr
| Januar | Januar | Januar | Januar | Januar | Januar | Januar | Januar |
| Kw     | Mo     | Di     | Mi     | Do     | Fr     | Sa     | So     |
| ------ | ------ | ------ | ------ | ------ | ------ | ------ | ------ |
| 1      |        | 1      | 2      | 3      | 4      | 5      | 6      |
| 2      | 7      | 8      | 9      | 10     | 11     | 12     | 13     |
| 3      | 14     | 15     | 16     | 17     | 18     | 19     | 20     |
| 4      | 21     | 22     | 23     | 24     | 25     | 26     | 27     |
| 5      | 28     | 29     | 30     | 31     |        |        |        |

| Februar | Februar | Februar | Februar | Februar | Februar | Februar | Februar |
| Kw      | Mo      | Di      | Mi      | Do      | Fr      | Sa      | So      |
| ------- | ------- | ------- | ------- | ------- | ------- | ------- | ------- |
| 5       |         |         |         |         | 1       | 2       | 3       |
| 6       | 4       | 5       | 6       | 7       | 8       | 9       | 10      |
| 7       | 11      | 12      | 13      | 14      | 15      | 16      | 17      |
| 8       | 18      | 19      | 20      | 21      | 22      | 23      | 24      |
| 9       | 25      | 26      | 27      | 28      |         |         |         |

| März | März | März | März | März | März | März | März |
| Kw   | Mo   | Di   | Mi   | Do   | Fr   | Sa   | So   |
| ---- | ---- | ---- | ---- | ---- | ---- | ---- | ---- |
| 9    |      |      |      |      | 1    | 2    | 3    |
| 10   | 4    | 5    | 6    | 7    | 8    | 9    | 10   |
| 11   | 11   | 12   | 13   | 14   | 15   | 16   | 17   |
| 12   | 18   | 19   | 20   | 21   | 22   | 23   | 24   |
| 13   | 25   | 26   | 27   | 28   | 29   | 30   | 31   |

| April | April | April | April | April | April | April | April |
| Kw    | Mo    | Di    | Mi    | Do    | Fr    | Sa    | So    |
| ----- | ----- | ----- | ----- | ----- | ----- | ----- | ----- |
| 14    | 1     | 2     | 3     | 4     | 5     | 6     | 7     |
| 15    | 8     | 9     | 10    | 11    | 12    | 13    | 14    |
| 16    | 15    | 16    | 17    | 18    | 19    | 20    | 21    |
| 17    | 22    | 23    | 24    | 25    | 26    | 27    | 28    |
| 18    | 29    | 30    |       |       |       |       |       |

| Mai | Mai | Mai | Mai | Mai | Mai | Mai | Mai |
| Kw  | Mo  | Di  | Mi  | Do  | Fr  | Sa  | So  |
| 18  |     |     | 1   | 2   | 3   | 4   | 5   |
| 19  | 6   | 7   | 8   | 9   | 10  | 11  | 12  |
| 20  | 13  | 14  | 15  | 16  | 17  | 18  | 19  |
| 21  | 20  | 21  | 22  | 23  | 24  | 25  | 26  |
| 22  | 27  | 28  | 29  | 30  | 31  |     |     |
| --- | --- | --- | --- | --- | --- | --- | --- |

| Juni | Juni | Juni | Juni | Juni | Juni | Juni | Juni |
| Kw   | Mo   | Di   | Mi   | Do   | Fr   | Sa   | So   |
| ---- | ---- | ---- | ---- | ---- | ---- | ---- | ---- |
| 22   |      |      |      |      |      | 1    | 2    |
| 23   | 3    | 4    | 5    | 6    | 7    | 8    | 9    |
| 24   | 10   | 11   | 12   | 13   | 14   | 15   | 16   |
| 25   | 17   | 18   | 19   | 20   | 21   | 22   | 23   |
| 26   | 24   | 25   | 26   | 27   | 28   | 29   | 30   |

| Juli | Juli | Juli | Juli | Juli | Juli | Juli | Juli |
| Kw   | Mo   | Di   | Mi   | Do   | Fr   | Sa   | So   |
| ---- | ---- | ---- | ---- | ---- | ---- | ---- | ---- |
| 27   | 1    | 2    | 3    | 4    | 5    | 6    | 7    |
| 28   | 8    | 9    | 10   | 11   | 12   | 13   | 14   |
| 29   | 15   | 16   | 17   | 18   | 19   | 20   | 21   |
| 30   | 22   | 23   | 24   | 25   | 26   | 27   | 28   |
| 31   | 29   | 30   | 31   |      |      |      |      |

| August | August | August | August | August | August | August | August |
| Kw     | Mo     | Di     | Mi     | Do     | Fr     | Sa     | So     |
| ------ | ------ | ------ | ------ | ------ | ------ | ------ | ------ |
| 31     |        |        |        | 1      | 2      | 3      | 4      |
| 32     | 5      | 6      | 7      | 8      | 9      | 10     | 11     |
| 33     | 12     | 13     | 14     | 15     | 16     | 17     | 18     |
| 34     | 19     | 20     | 21     | 22     | 23     | 24     | 25     |
| 35     | 26     | 27     | 28     | 29     | 30     | 31     |        |

| September | September | September | September | September | September | September | September |
| Kw        | Mo        | Di        | Mi        | Do        | Fr        | Sa        | So        |
| --------- | --------- | --------- | --------- | --------- | --------- | --------- | --------- |
| 35        |           |           |           |           |           |           | 1         |
| 36        | 2         | 3         | 4         | 5         | 6         | 7         | 8         |
| 37        | 9         | 10        | 11        | 12        | 13        | 14        | 15        |
| 38        | 16        | 17        | 18        | 19        | 20        | 21        | 22        |
| 39        | 23        | 24        | 25        | 26        | 27        | 28        | 29        |
| 40        | 30        |           |           |           |           |           |           |

| Oktober | Oktober | Oktober | Oktober | Oktober | Oktober | Oktober | Oktober |
| Kw      | Mo      | Di      | Mi      | Do      | Fr      | Sa      | So      |
| ------- | ------- | ------- | ------- | ------- | ------- | ------- | ------- |
| 40      |         | 1       | 2       | 3       | 4       | 5       | 6       |
| 41      | 7       | 8       | 9       | 10      | 11      | 12      | 13      |
| 42      | 14      | 15      | 16      | 17      | 18      | 19      | 20      |
| 43      | 21      | 22      | 23      | 24      | 25      | 26      | 27      |
| 44      | 28      | 29      | 30      | 31      |         |         |         |

| November | November | November | November | November | November | November | November |
| Kw       | Mo       | Di       | Mi       | Do       | Fr       | Sa       | So       |
| -------- | -------- | -------- | -------- | -------- | -------- | -------- | -------- |
| 44       |          |          |          |          | 1        | 2        | 3        |
| 45       | 4        | 5        | 6        | 7        | 8        | 9        | 10       |
| 46       | 11       | 12       | 13       | 14       | 15       | 16       | 17       |
| 47       | 18       | 19       | 20       | 21       | 22       | 23       | 24       |
| 48       | 25       | 26       | 27       | 28       | 29       | 30       |          |

| Dezember | Dezember | Dezember | Dezember | Dezember | Dezember | Dezember | Dezember |
| Kw       | Mo       | Di       | Mi       | Do       | Fr       | Sa       | So       |
| -------- | -------- | -------- | -------- | -------- | -------- | -------- | -------- |
| 48       |          |          |          |          |          |          | 1        |
| 49       | 2        | 3        | 4        | 5        | 6        | 7        | 8        |
| 50       | 9        | 10       | 11       | 12       | 13       | 14       | 15       |
| 51       | 16       | 17       | 18       | 19       | 20       | 21       | 22       |
| 52       | 23       | 24       | 25       | 26       | 27       | 28       | 29       |
| 1        | 30       | 31       |          |          |          |          |          |

| Januar | Januar | Januar | Januar | Januar | Januar | Januar | Januar |
| Kw     | Mo     | Di     | Mi     | Do     | Fr     | Sa     | So     |
| ------ | ------ | ------ | ------ | ------ | ------ | ------ | ------ |
| 1      |        | 1      | 2      | 3      | 4      | 5      | 6      |
| 2      | 7      | 8      | 9      | 10     | 11     | 12     | 13     |
| 3      | 14     | 15     | 16     | 17     | 18     | 19     | 20     |
| 4      | 21     | 22     | 23     | 24     | 25     | 26     | 27     |
| 5      | 28     | 29     | 30     | 31     |        |        |        |

| Februar | Februar | Februar | Februar | Februar | Februar | Februar | Februar |
| Kw      | Mo      | Di      | Mi      | Do      | Fr      | Sa      | So      |
| ------- | ------- | ------- | ------- | ------- | ------- | ------- | ------- |
| 5       |         |         |         |         | 1       | 2       | 3       |
| 6       | 4       | 5       | 6       | 7       | 8       | 9       | 10      |
| 7       | 11      | 12      | 13      | 14      | 15      | 16      | 17      |
| 8       | 18      | 19      | 20      | 21      | 22      | 23      | 24      |
| 9       | 25      | 26      | 27      | 28      |         |         |         |

| März | März | März | März | März | März | März | März |
| Kw   | Mo   | Di   | Mi   | Do   | Fr   | Sa   | So   |
| ---- | ---- | ---- | ---- | ---- | ---- | ---- | ---- |
| 9    |      |      |      |      | 1    | 2    | 3    |
| 10   | 4    | 5    | 6    | 7    | 8    | 9    | 10   |
| 11   | 11   | 12   | 13   | 14   | 15   | 16   | 17   |
| 12   | 18   | 19   | 20   | 21   | 22   | 23   | 24   |
| 13   | 25   | 26   | 27   | 28   | 29   | 30   | 31   |

| April | April | April | April | April | April | April | April |
| Kw    | Mo    | Di    | Mi    | Do    | Fr    | Sa    | So    |
| ----- | ----- | ----- | ----- | ----- | ----- | ----- | ----- |
| 14    | 1     | 2     | 3     | 4     | 5     | 6     | 7     |
| 15    | 8     | 9     | 10    | 11    | 12    | 13    | 14    |
| 16    | 15    | 16    | 17    | 18    | 19    | 20    | 21    |
| 17    | 22    | 23    | 24    | 25    | 26    | 27    | 28    |
| 18    | 29    | 30    |       |       |       |       |       |

| Mai | Mai | Mai | Mai | Mai | Mai | Mai | Mai |
| Kw  | Mo  | Di  | Mi  | Do  | Fr  | Sa  | So  |
| 18  |     |     | 1   | 2   | 3   | 4   | 5   |
| 19  | 6   | 7   | 8   | 9   | 10  | 11  | 12  |
| 20  | 13  | 14  | 15  | 16  | 17  | 18  | 19  |
| 21  | 20  | 21  | 22  | 23  | 24  | 25  | 26  |
| 22  | 27  | 28  | 29  | 30  | 31  |     |     |
| --- | --- | --- | --- | --- | --- | --- | --- |

| Juni | Juni | Juni | Juni | Juni | Juni | Juni | Juni |
| Kw   | Mo   | Di   | Mi   | Do   | Fr   | Sa   | So   |
| ---- | ---- | ---- | ---- | ---- | ---- | ---- | ---- |
| 22   |      |      |      |      |      | 1    | 2    |
| 23   | 3    | 4    | 5    | 6    | 7    | 8    | 9    |
| 24   | 10   | 11   | 12   | 13   | 14   | 15   | 16   |
| 25   | 17   | 18   | 19   | 20   | 21   | 22   | 23   |
| 26   | 24   | 25   | 26   | 27   | 28   | 29   | 30   |

| Juli | Juli | Juli | Juli | Juli | Juli | Juli | Juli |
| Kw   | Mo   | Di   | Mi   | Do   | Fr   | Sa   | So   |
| ---- | ---- | ---- | ---- | ---- | ---- | ---- | ---- |
| 27   | 1    | 2    | 3    | 4    | 5    | 6    | 7    |
| 28   | 8    | 9    | 10   | 11   | 12   | 13   | 14   |
| 29   | 15   | 16   | 17   | 18   | 19   | 20   | 21   |
| 30   | 22   | 23   | 24   | 25   | 26   | 27   | 28   |
| 31   | 29   | 30   | 31   |      |      |      |      |

| August | August | August | August | August | August | August | August |
| Kw     | Mo     | Di     | Mi     | Do     | Fr     | Sa     | So     |
| ------ | ------ | ------ | ------ | ------ | ------ | ------ | ------ |
| 31     |        |        |        | 1      | 2      | 3      | 4      |
| 32     | 5      | 6      | 7      | 8      | 9      | 10     | 11     |
| 33     | 12     | 13     | 14     | 15     | 16     | 17     | 18     |
| 34     | 19     | 20     | 21     | 22     | 23     | 24     | 25     |
| 35     | 26     | 27     | 28     | 29     | 30     | 31     |        |

| September | September | September | September | September | September | September | September |
| Kw        | Mo        | Di        | Mi        | Do        | Fr        | Sa        | So        |
| --------- | --------- | --------- | --------- | --------- | --------- | --------- | --------- |
| 35        |           |           |           |           |           |           | 1         |
| 36        | 2         | 3         | 4         | 5         | 6         | 7         | 8         |
| 37        | 9         | 10        | 11        | 12        | 13        | 14        | 15        |
| 38        | 16        | 17        | 18        | 19        | 20        | 21        | 22        |
| 39        | 23        | 24        | 25        | 26        | 27        | 28        | 29        |
| 40        | 30        |           |           |           |           |           |           |

| Oktober | Oktober | Oktober | Oktober | Oktober | Oktober | Oktober | Oktober |
| Kw      | Mo      | Di      | Mi      | Do      | Fr      | Sa      | So      |
| ------- | ------- | ------- | ------- | ------- | ------- | ------- | ------- |
| 40      |         | 1       | 2       | 3       | 4       | 5       | 6       |
| 41      | 7       | 8       | 9       | 10      | 11      | 12      | 13      |
| 42      | 14      | 15      | 16      | 17      | 18      | 19      | 20      |
| 43      | 21      | 22      | 23      | 24      | 25      | 26      | 27      |
| 44      | 28      | 29      | 30      | 31      |         |         |         |

| November | November | November | November | November | November | November | November |
| Kw       | Mo       | Di       | Mi       | Do       | Fr       | Sa       | So       |
| -------- | -------- | -------- | -------- | -------- | -------- | -------- | -------- |
| 44       |          |          |          |          | 1        | 2        | 3        |
| 45       | 4        | 5        | 6        | 7        | 8        | 9        | 10       |
| 46       | 11       | 12       | 13       | 14       | 15       | 16       | 17       |
| 47       | 18       | 19       | 20       | 21       | 22       | 23       | 24       |
| 48       | 25       | 26       | 27       | 28       | 29       | 30       |          |

| Dezember | Dezember | Dezember | Dezember | Dezember | Dezember | Dezember | Dezember |
| Kw       | Mo       | Di       | Mi       | Do       | Fr       | Sa       | So       |
| -------- | -------- | -------- | -------- | -------- | -------- | -------- | -------- |
| 48       |          |          |          |          |          |          | 1        |
| 49       | 2        | 3        | 4        | 5        | 6        | 7        | 8        |
| 50       | 9        | 10       | 11       | 12       | 13       | 14       | 15       |
| 51       | 16       | 17       | 18       | 19       | 20       | 21       | 22       |
| 52       | 23       | 24       | 25       | 26       | 27       | 28       | 29       |
| 1        | 30       | 31       |          |          |          |          |          |

Zentrales Ereignis des Jahres 1499 im Heiligen Römischen Reich ist der Schwabenkrieg zwischen dem Haus Habsburg unter König Maximilian I. und dem Schwäbischen Bund auf der einen Seite und der Schweizer Eidgenossenschaft auf der anderen Seite um die Vorherrschaft im habsburgisch-eidgenössischen Grenzgebiet. Der Krieg, der sich fast über das gesamte Jahr hinzieht und mit dem Frieden zu Basel Ende September endet, führt zu keinerlei Gebietsveränderungen. Jedoch können die siegreichen Eidgenossen ihre relative Selbständigkeit innerhalb des Heiligen Römischen Reiches bewahren, auch wenn sie formal Teil des Reiches bleiben.
In Portugal trifft die Nachricht ein, dass es dem Seefahrer Vasco da Gama gelungen ist, den Seeweg nach Indien auf der östlichen Route über das Kap der Guten Hoffnung zu finden. Als er selbst schließlich in Lissabon eintrifft, wird ihm dort ein triumphaler Empfang bereitet.

## Ereignisse

### Politik und Weltgeschehen

#### Schwabenkrieg
- Januar: Ein tirolischer Angriff auf das Münstertal in Graubünden löst den Schwabenkrieg im habsburgisch-eidgenössischen Grenzgebiet aus.
- 11. Februar: Eidgenossen und Bündner vertreiben die schwäbischen Truppen aus Maienfeld und stoßen auf das Gebiet des heutigen Fürstentum Liechtenstein vor.
- 12. Februar: Im Gefecht bei Triesen siegt die Alte Eidgenossenschaft über die Truppen des Schwäbischen Bundes.

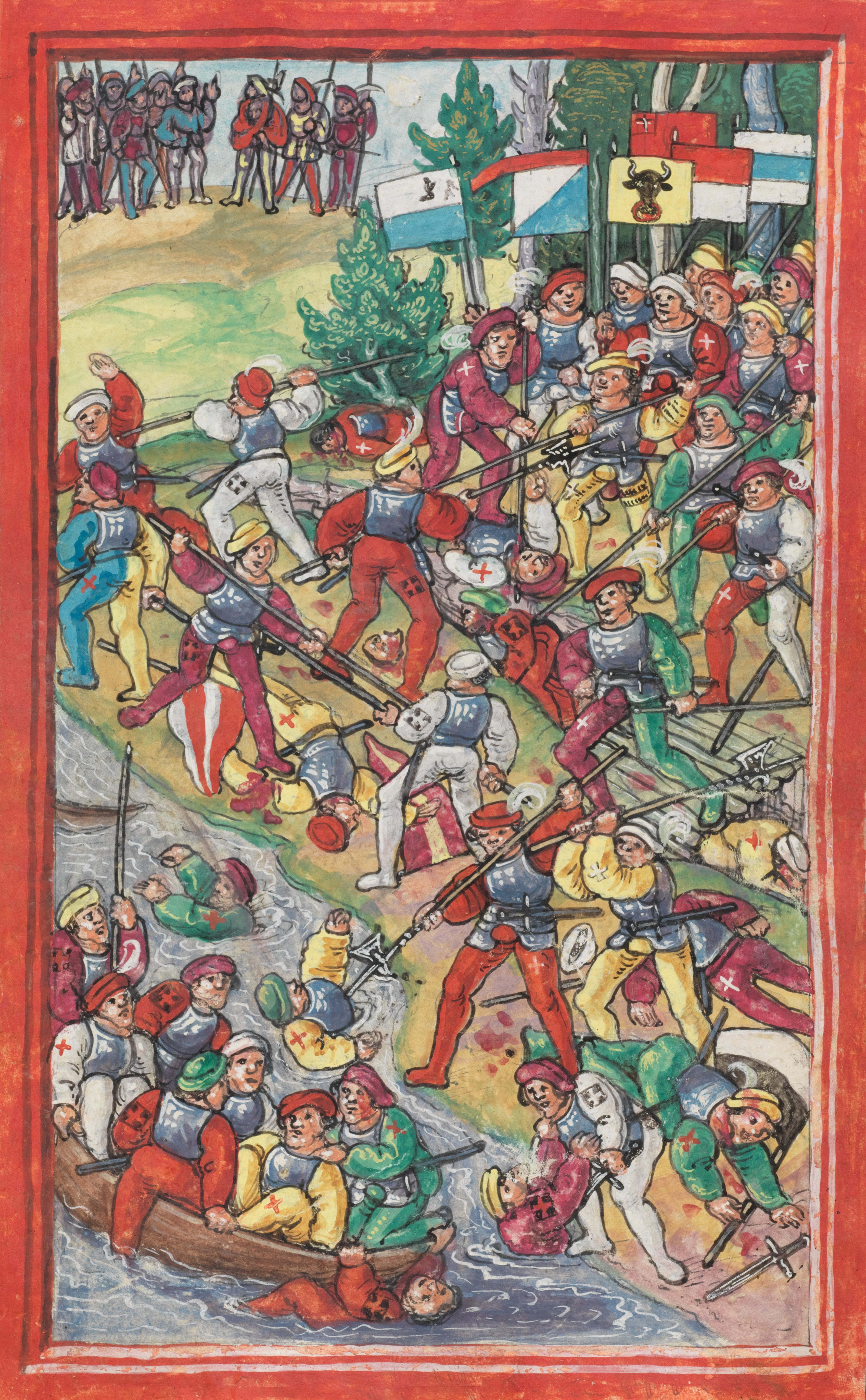
Schlacht bei Hard

- 22. Februar: Die Schlacht bei Hard ist die erste große Schlacht des Schwabenkrieges. Das zahlenmäßig unterlegene eidgenössische Heer siegt klar über die königlichen und schwäbischen Landsknechte.
- 11. März: Die Schweizer Eidgenossen beschließen in einer Tagsatzung, dass in den Schlachten gegen den Schwäbischen Bund und das Haus Habsburg keine Gefangenen gemacht und verwundete gegnerische Kämpfer „abgetan“ werden sollen.

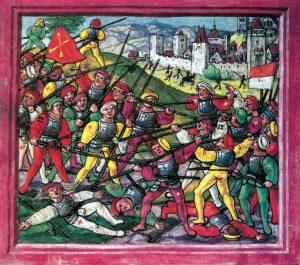
Gefecht am Bruderholz

- 22. März: Im Gefecht am Bruderholz feiern die Eidgenossen in Solothurn einen Sieg über kaiserliche Truppen und den Schwäbischen Bund.
- 4. April: In der Schlacht bei Hallau um das Dorf Hallau im Kanton Schaffhausen können die zahlenmäßig unterlegenen Eidgenossen und Hallauer Bürger die schwäbischen Landsknechte unter dem Befehl des Grafen Wolfgang von Fürstenberg letztlich vertreiben.

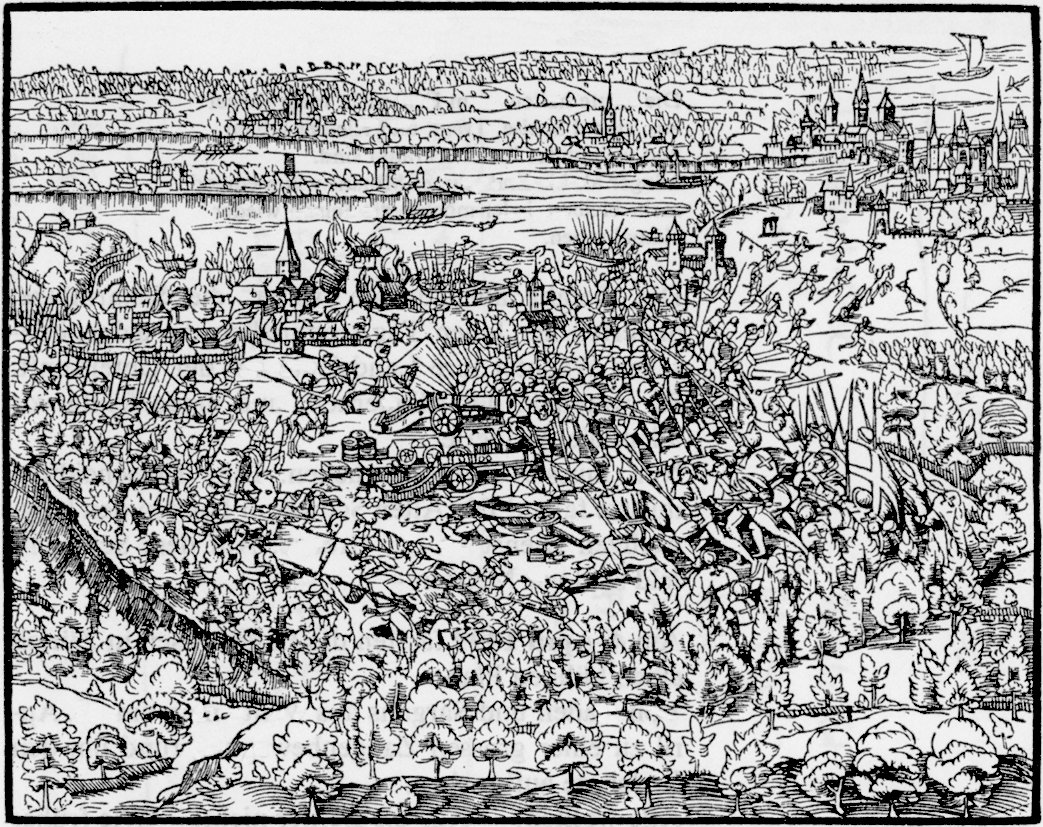
Schlacht bei Schwaderloh

- 11. April: Die Schlacht bei Schwaderloh endet mit dem Sieg der Eidgenossen über den Schwäbischen Bund.

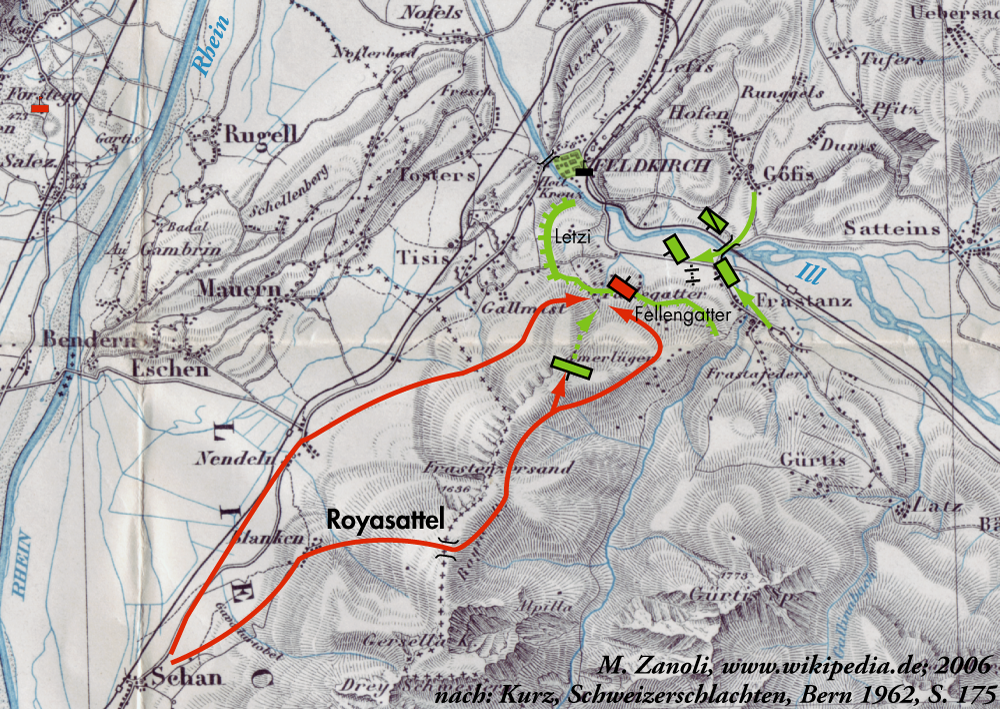
Schlacht bei Frastanz

- 20. April: Die Eidgenossen unter Heinrich Wohlleb bleiben bei Frastanz, Vorarlberg, Sieger über kaiserliche und schwäbische Einheiten.

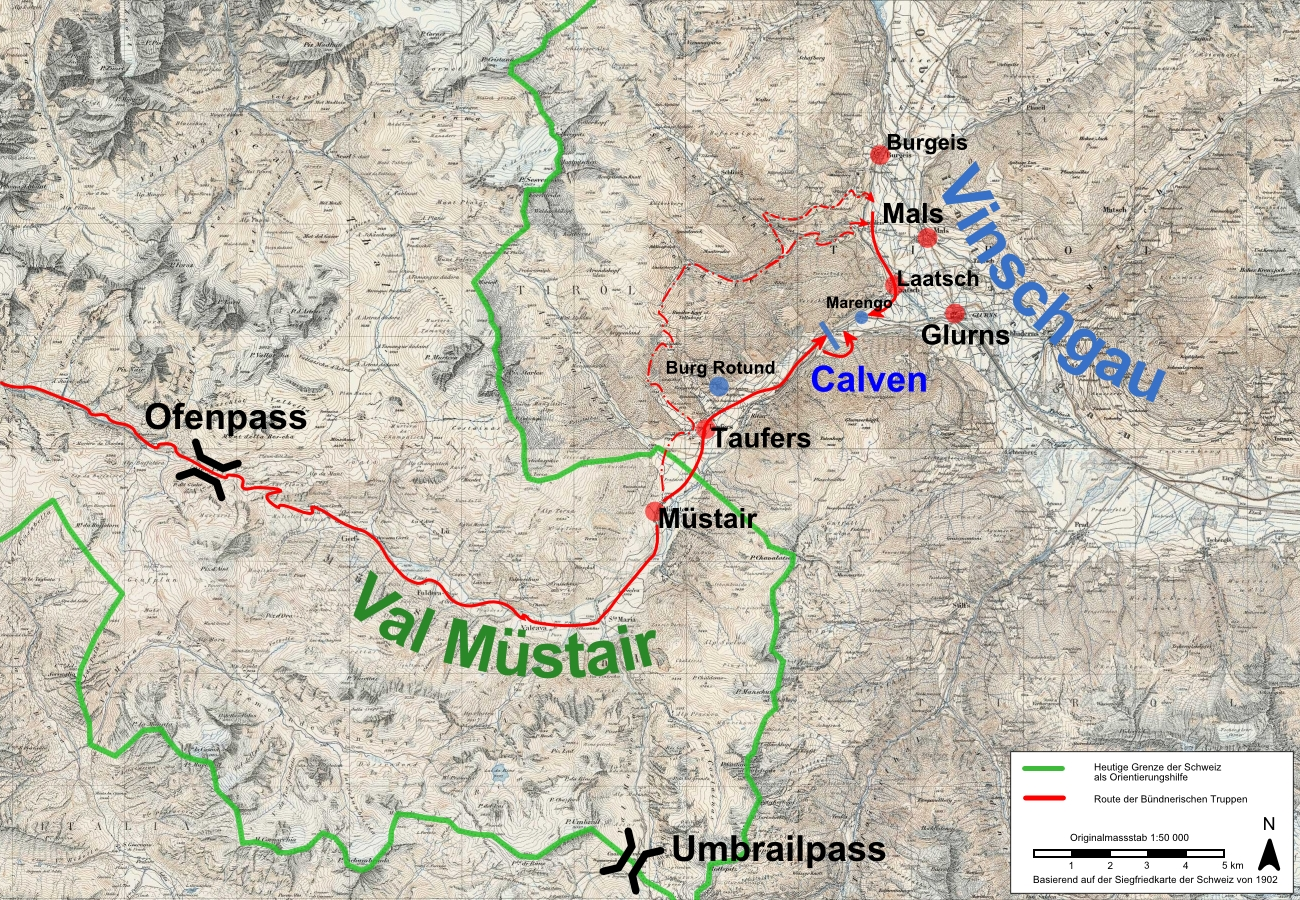
Schlacht an der Calven

- 22. Mai: In der Schlacht an der Calven besiegen die Truppen der Drei Bünde mit eidgenössischer Unterstützung ein Heer des Schwäbischen Bundes im Vinschgau.
- 18. Juli: Der Überlieferung nach verhindert die legendäre Duonna Lupa die Besetzung und Plünderung der Stadt Tschlin im Unterengadin durch habsburgische Truppen.

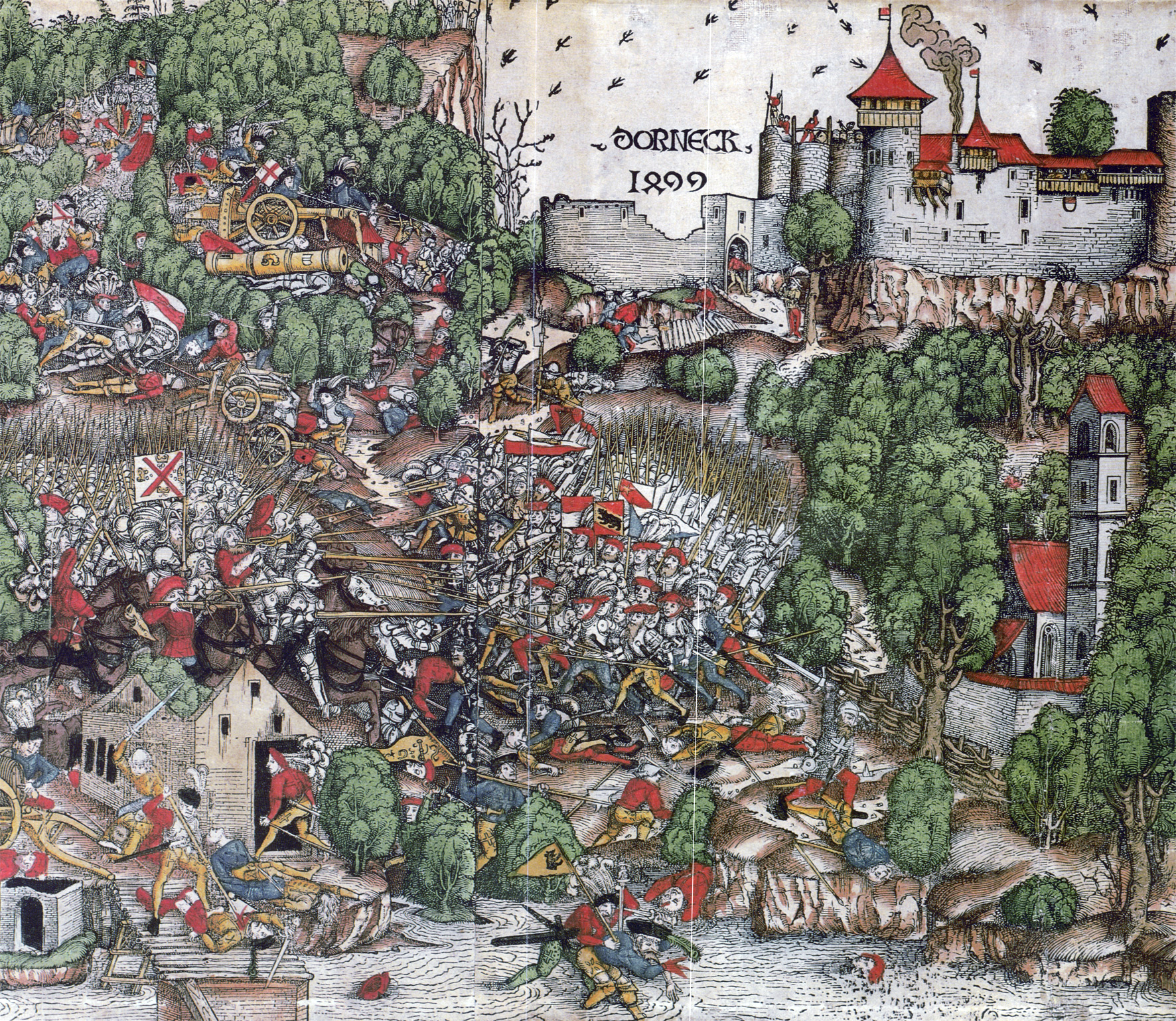
Schlacht bei Dornach

- 22. Juli: In der Schlacht bei Dornach siegen die Eidgenossen über ein Heer des Schwäbischen Bundes.
- 22. September: Der Frieden zu Basel beendet den Schwabenkrieg.
- Die Eidgenossen verteidigen ihre Selbständigkeit innerhalb des Heiligen Römischen Reiches, bleiben aber rechtlich bis 1648 Teil des Reiches.

#### Frankreich
- 8. Januar: Der französische König Ludwig XII. und Anne de Bretagne heiraten in der Kapelle von Schloss Nantes.

#### Republik Venedig/Osmanisches Reich
Antonio Grimani wird gegen seinen Willen zum Generalkapitän der Kriegsflotte der Republik Venedig ernannt. Weil er nach einer schweren Niederlage bei Zonchio im August Lepanto an das expandierende Osmanische Reich verliert, wird er am 29. September verhaftet und vor dem Großen Rat, der maggior consiglio, wegen Hochverrats angeklagt. Vorgeworfen wird ihm der Verlust von 169 Schiffen, während er gleichzeitig ein riesiges Vermögen erworben habe. Einer drohenden Verbannung entzieht er sich durch die Flucht nach Rom zu seinem Sohn, dem Kardinal Domenico Grimani.

#### Entdeckungsreisen

##### Seeweg nach Indien

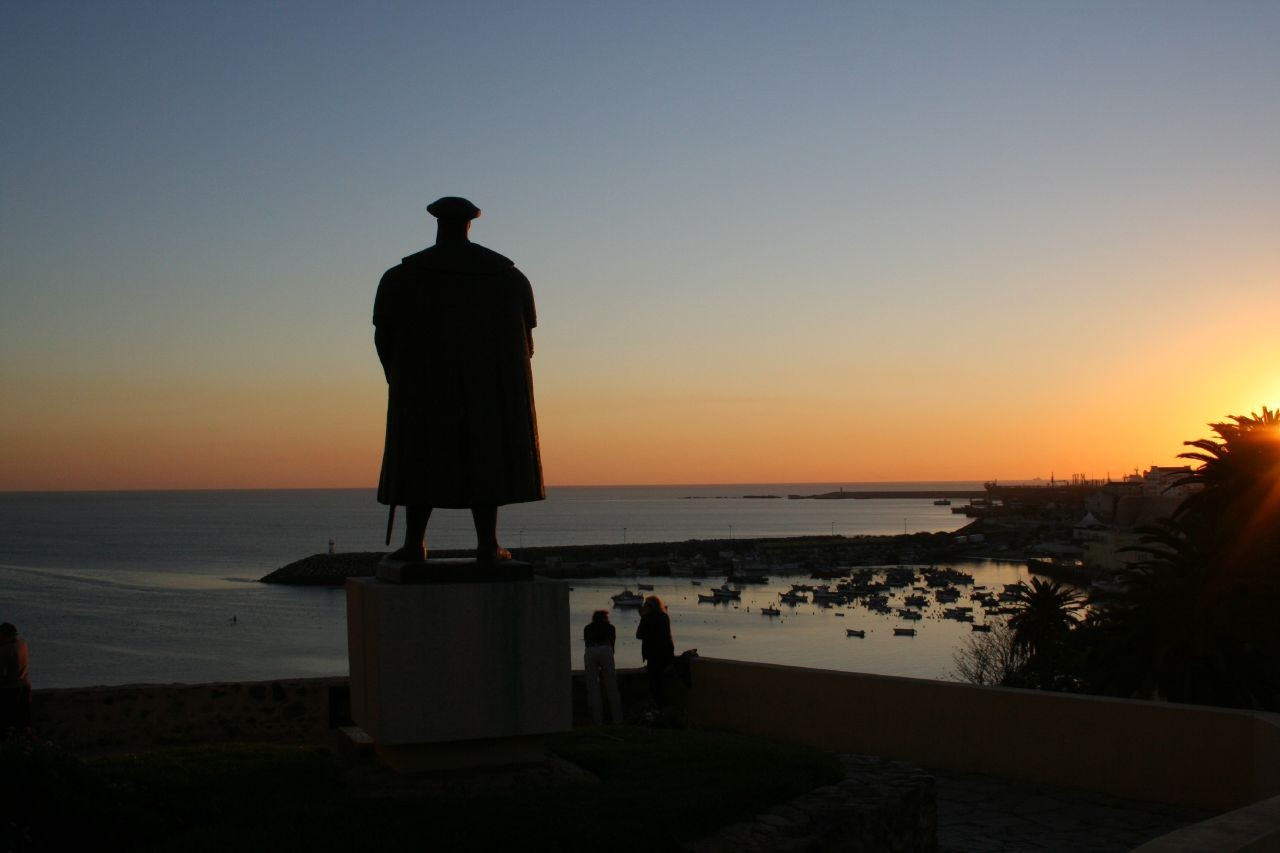
Denkmal Vasco da Gamas in Sines

- 10. Juli: Der Seefahrer Vasco da Gama befindet sich auf der Rückkehr von seiner ersten Indienreise nach Portugal. Da sich da Gama selbst wegen seines tödlich erkrankten Bruders auf dem Heimweg einige Wochen auf den Azoren aufhält, erreicht das erste Schiff seiner Flotte unter Nicolao Coelho die Heimat vor ihm und überbringt die Nachricht von der Entdeckung des Seewegs nach Indien.
- 9. September: Als Vasco da Gama in Lissabon eintrifft, wird ihm dort ein triumphaler Empfang bereitet. Zu Weihnachten verleiht König Manuel I. da Gama die Herrschaft über seine Heimatstadt Sines, die schon sein Vater ausgeübt hat.

##### Spanische Entdeckungen in Amerika
- 21. Mai: Nachdem Gerüchte laut geworden sind, Christoph Kolumbus hätte Gold- und Perlenfunde unterschlagen und wirtschafte in die eigene Tasche, ernennen die Katholischen Könige Francisco de Bobadilla zum Gouverneur der Gebiete in Übersee und zum Untersuchungsrichter. Sie zögern jedoch mehr als ein Jahr mit der Umsetzung dieses Beschlusses.
- 24. August: Geführt vom spanischen Seefahrer Alonso de Ojeda kreuzen die ersten Europäer im Golf von Venezuela und der Maracaibo-See. An Bord seines Schiffes sind auch die Kartografen Juan de la Cosa und Amerigo Vespucci. Sie entdecken im Zuge der Expedition die Karibikinsel Aruba, die Halbinsel Goajira und die Küste Guyanas und landen in der Orinoco-Mündung und auf Trinidad. Über die Bahamas kehren sie mit 232 entführten Indianern nach Spanien zurück.

### Wirtschaft

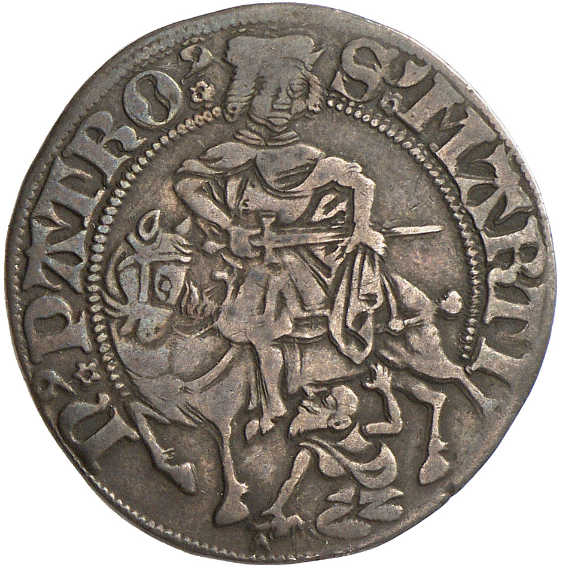
Dicken, Colmar 1499

- Ein Dicken der Stadt Colmar zeigt die Mantelteilung des heiligen Martin und gilt als Vorbild der Münzen mit dem Motiv des Bettlertalers.
- In Prag wird das Lokal U Fleků gegründet.
- Das Landbuch der Sechsämter entsteht.

### Wissenschaft und Technik
- 30. April: Das Richtfest für das neue von Pere Compte erbaute Universitätsgebäude gilt als Gründungsdatum der Universität Valencia.
- 8. Juli: Marcus Musurus bringt die erste gedruckte Ausgabe des griechischen Wörterbuchs Etymologicon magnum heraus.
- Die historische Universität Alcalá und die Universität Complutense Madrid werden gegründet.

### Kultur

#### Bildende Kunst

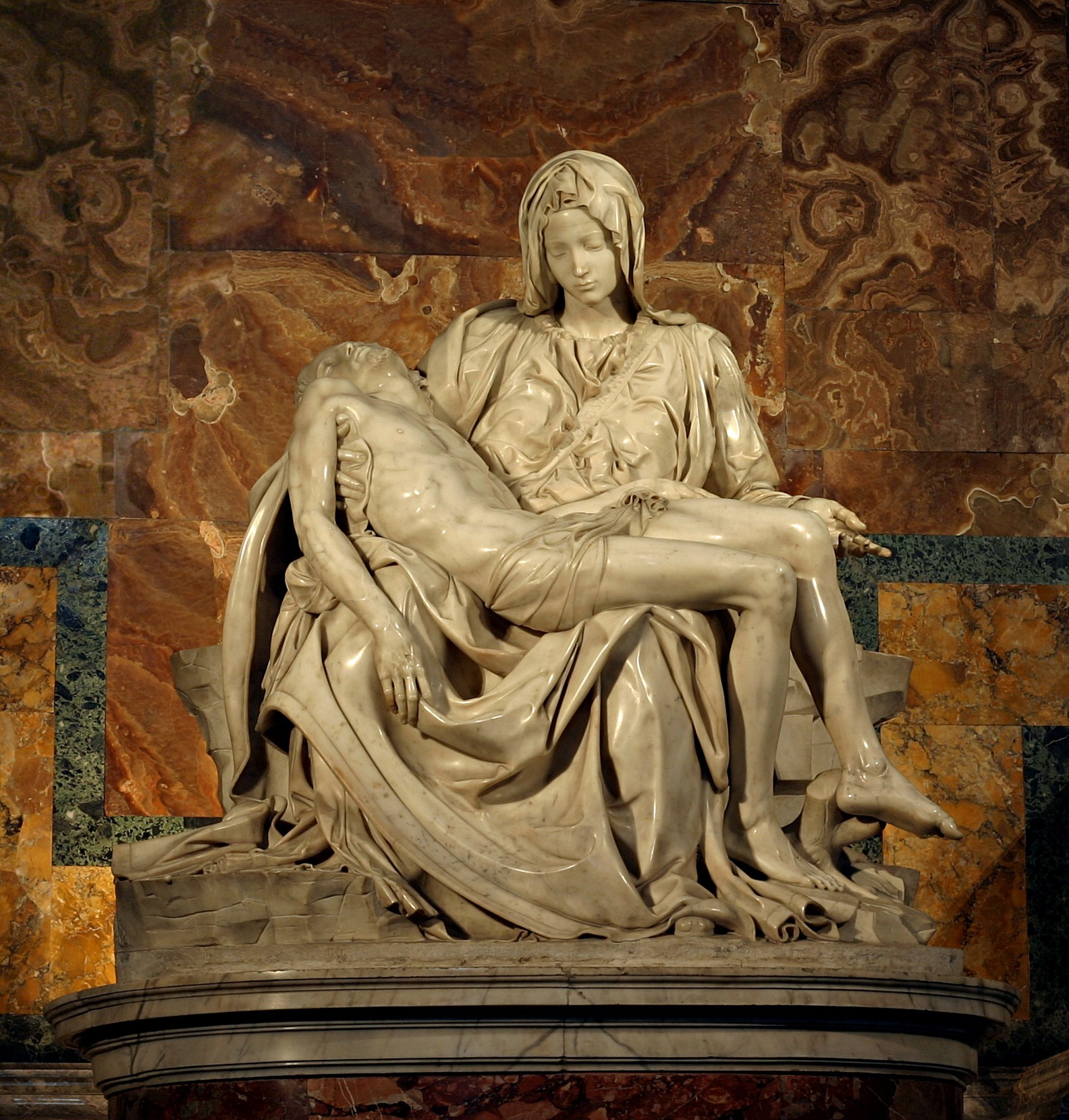
Michelangelos Pietà

- Bei seinem ersten Aufenthalt in Rom vollendet Michelangelo Buonarroti seine Pietà als Auftragsarbeit für den französischen Kardinal Jean de Villiers de la Grolaie, Abt von St. Denis.

#### Literatur

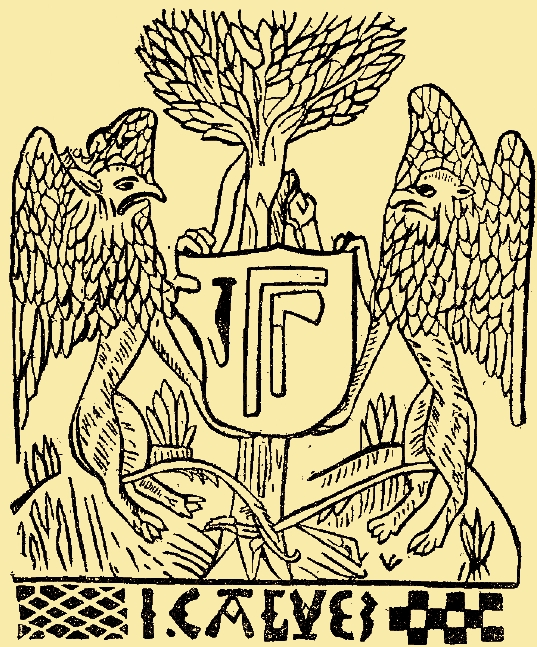
Signet von Jehan Calvez

### Religion
- 8. August: Papst Alexander VI. ernennt seine Tochter Lucrezia Borgia zur Herrscherin in Spoleto, Foligno und deren Umgebung im Gebiet des Kirchenstaates.
- 29. September: Der Kölner Erzbischof Hermann IV. von Hessen überträgt das verarmte Augustinerinnenkloster Glindfeld bei Medebach dem Kreuzherrenorden. Die ersten vier Brüder der neu gegründeten Kanonie der Kreuzbrüder zu Glindfeld kommen aus dem Kreuzherrenkloster Falkenhagen.
- Das achte Heilige Jahr 1500 wird erstmals mit dem Ritus eröffnet, der seither üblich ist: Der Papst öffnet am Heiligen Abend die eigens in den Petersdom gebrochene Heilige Pforte, eine massive Marmorplatte, feierlich mit mehreren Hammerschlägen eines goldenen Hammers und spricht einen Segen. Die Pforte öffnet sich, der Papst schreitet als erster hindurch, die Gläubigen folgen.

## Geboren

### Erstes Halbjahr

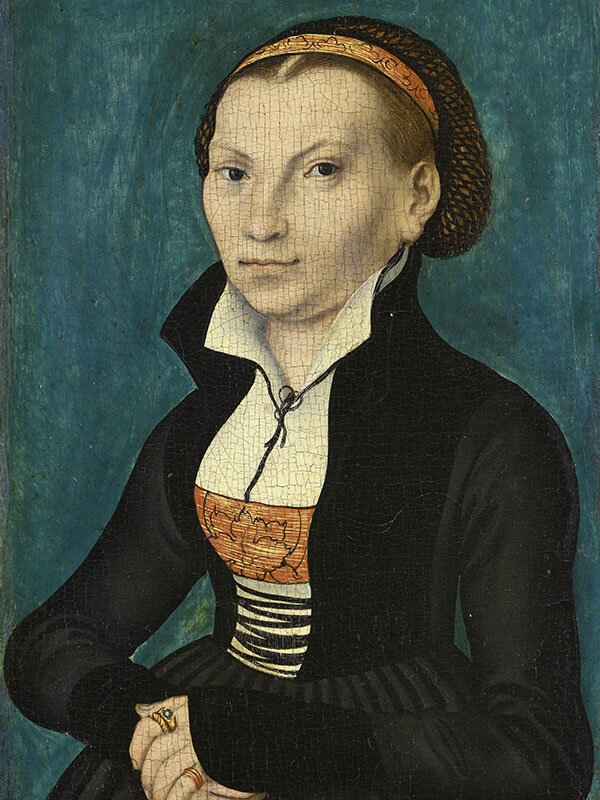
Katharina von Bora

- 29. Januar: Katharina von Bora, deutsche Reformatorin und Ehefrau Martin Luthers († 1552)
- 10. Februar: Thomas Platter der Ältere, Schweizer Gelehrter, Buchdrucker und Schriftsteller († 1582)
- 14. Februar: Valentin Tschudi, Schweizer Reformator († 1555)
- 21. Februar: Edmund Tudor, 1. Duke of Somerset, dritter Sohn von Heinrich VII. von England († 1500)
- 05. März: Michiel Coxcie, flämischer Maler († 1592)
- 22. März: Johann Carion, deutscher Astrologe, Mathematiker und Historiker († 1537)
- 25. März: Kilian Goldstein, deutscher Jurist († 1568)
- 31. März: Giovanni Angelo Medici, unter dem Namen Pius IV. Papst († 1565)
- 24. Juni: Johannes Brenz, Reformator in Württemberg († 1570)

### Zweites Halbjahr
- 17. Juli: Maria Salviati, Florentiner Patrizierin († 1543)
- 29. August: Johann Neefe, Leibarzt der Kurfürsten Moritz und August von Sachsen († 1574)
- 05. September: Hieronymus Weller, deutscher evangelischer Theologe und Reformator († 1572)
- 08. September: Peter Martyr Vermigli, italienischer reformierter Theologe († 1562)
- 20. September: Johann Albrecht von Brandenburg-Ansbach-Kulmbach, Erzbischof von Magdeburg und Bischof von Halberstadt († 1550)
- 13. Oktober: Claude de France, Prinzessin von Frankreich, Frau von König Franz I. († 1524)
- 14. Oktober: Katharina von der Pfalz, Äbtissin des Klosters Neuburg († 1526)
- 31. Oktober: Günther XL., Graf von Schwarzburg († 1552)
- 08. Dezember: Sebald Heyden, deutscher Kantor, Schulleiter und geistlicher Dichter († 1561)
- 18. Dezember: Justus Menius, deutscher evangelischer Theologe und Reformator († 1558)

### Genaues Geburtsdatum unbekannt
- Christoph, Regent der Herrschaft Jever († 1517)
- Hans Asper, Schweizer Maler († 1571)
- Johannes Aepinus, deutscher Theologe und kirchenpolitischer Reformator († 1553)
- Diana di Cordona, italienische Kurtisanin und Mätresse des polnischen Königs Sigismund II. August († 1550)
- Sebastian Franck, deutscher Schriftsteller und Mystiker († 1542)
- Ulrich von Regenstein, Regent der Grafschaften Regenstein und Blankenburg († 1551)
- Giulio Romano, italienischer Maler, Architekt und Baumeister des Manierismus († 1546)
- Gräfin Ludovica Torelli von Guastalla, italienische Gründerin religiöser Frauenvereinigungen († 1569)

### Geboren um 1499
- Juan Rodríguez Cabrillo, portugiesischer Entdecker in spanischen Diensten († 1543)
- 1499/1500: Bernardino de Sahagún, spanischer Missionar und Ethnologe († 1590)
- 1499/1500: Diana von Poitiers, Mätresse von Heinrich II. von Frankreich († 1566)
- 1499/1500: Mary Boleyn, englische Hofdame und Mätresse Heinrichs VIII. († 1543)

## Gestorben

### Todesdatum gesichert
- 9. Januar: Johann Cicero, Kurfürst von Brandenburg (* 1455)
- 19. Januar: Ulrich Ellenbog, deutscher Mediziner (* um 1435)
- 17. März: Georg Antworter, Weihbischof in Würzburg (* um 1430)
- 25. April: Veit Werner von Zimmern, deutscher Adeliger (* 1479)
- 4. Juli: Urs Werder, Schweizer Glasmaler
- 22. Juli: Heinrich VII. von Fürstenberg, deutscher Adeliger (* 1464)
- 23. August: John Blythe, Bischof von Salisbury (* um 1450)
- 29. August: Alesso Baldovinetti, italienischer Maler (* 1425)
- 1. Oktober: Marsilio Ficino, italienischer Humanist, Philosoph, Arzt und Übersetzer (* 1433)
- 23. November: Perkin Warbeck, flämischer Prätendent auf den englischen Thron (* 1474)

### Genaues Todesdatum unbekannt
- Hinrik Bornemann, deutscher Maler (* um 1450)
- Laura Cereta, italienische Gelehrte, Schriftstellerin und Frauenrechtlerin (* 1469)
- Peter Steiger, Schweizer Offizier in fremden Diensten und Politiker (* um 1445)